# 鄧厚江
鄧厚江，PDSM，PMSM（英文：TANG How Kong，1956年7月24日—），前香港警務處高級助理處長，持有香港中文大學工商管理學士、香港城市大學人力資源管理哲學碩士、英國列斯特大學刑事公義理學碩士及倫敦大學國際研究文學碩士學位。

## 簡歷
鄧厚江早年就讀廣東道官立小學
和何文田官立中學。於1979年在香港中文大學工商管理學系畢業後隨即投考加入皇家香港警務處成為見習督察；其同屆中另外有5名畢業生投考加入香港警務處，當中包括前警務處助理處長劉志強。其間曾任《警訊》主持。
1999年，鄧厚江晉升為總警司，被借調往資訊科技及廣播局出任首席助理局長職，負責統籌全香港因為2000年問題而可能出現的各種大型事故的應變安排。
2000年年初，鄧厚江回歸警務處，於2000年至2002年出任交通總部主管，後於2003年出任警察公共關係科主管。
2004年，鄧厚江獲得保送前往英國皇家國防學院修讀，名列前茅。
2005年，鄧厚江獲委任為警務處助理處長，出任新界南總區指揮官，至2008年轉任西九龍總區指揮官至2010年年初。
2010年3月，鄧厚江獲委任為警務處高級助理處長，出任監管處處長，至2013年7月12日退休。

## 榮譽
- 警察長期服務獎章（於1997年授勳）
- 香港警察榮譽獎章（於2004年授勳）
- 香港警察卓越獎章（於2010年授勳）

## 個人生活
鄧厚江胞兄為退休警務處助理處長鄧厚昇，其胞姊早年於廉政公署社區關係處服務。

## 軼事
鄧厚江於退休前接受訪問時透露「望返轉頭，入行都係一個原因，就是鍾意扮演警察呢個角色，因為呢個角色同正面價值觀有關。（回望過去，入行都是一個原因，就是喜歡扮演警察這個角色，因為這個角色與正面價值觀有關）」，於小時候觀看曹達華探長、艾朗西探長及粵語殘片中的偵探等警察角色都為其留下深刻印象，已經被此職業所吸引。